# 真秀コールド・フーズ
株式会社真秀コールド・フーズ（まほコールド・フーズ、MAHO COLD-FOODS）は、奈良県五條市に本社を置く冷凍食品メーカー。

## 概要
冷凍炒飯や冷凍おにぎりの製造を行っている。
奈良県中央卸売市場の冷蔵冷凍倉庫運営を手掛け、奈良県などが出資した第三セクター企業である奈良市場冷蔵の事業継承などを目的に、2015年5月に旧社が設立。2017年3月には、奈良県や金融機関の支援の下、京奈和自動車道五條北インターチェンジ近くに総額約36億円を投じて営業冷凍倉庫を併設した奈良県最大級となる冷凍食品工場を建設し、同年4月から工場の稼働を開始した。
製造委託契約書には、ある食品メーカー以外からの受注を禁止する条項が含まれており、その食品メーカー1社独占の契約となっていたため、受注は伸び悩んだ。さらに、工場設備において不具合が多発した他、営業面でも赤字体質が定着していき、代表者が相次いで交代するなど経営面でも不安定になっていた。このため、金融機関から返済猶予を受けたり、冷凍食品メーカーや大手外食チェーンとの直接取引拡大などを行うなどして経営再建に努めたが、旧社は2020年3月2日に奈良地方裁判所へ民事再生法適用を申請。同日付で監督命令を受けた。負債総額は50億円。
民事再生スポンサーには、兵庫県豊岡市に本社がある但馬どりが選定された。但馬どりは事業を譲受する新会社として、株式会社真秀コールド・フーズ（以下新社）を2020年5月22日に設立した。新社の経営には神戸市東灘区に本社がある三朋フーズも参画する。新社は、同年6月1日に旧社（同日付で株式会社MCF再生会社へ商号変更）から事業を譲受した。新社の本店所在地は当初は三朋フーズと同じ神戸市東灘区に置かれていたが、事業譲受と同時に五條市へ移転している。新社の社長は三朋フーズの社長が兼務する。MCF再生会社は民事再生手続を継続していたが、2021年7月1日に法人格が消滅した。

## 沿革

### 旧：真秀コールド・フーズ→MCF再生会社
- 2015年5月 - 設立。
- 2016年8月 - 本社を奈良県大和郡山市から奈良県五條市へ移転。
- 2017年3月 - 奈良県五條市に営業冷凍倉庫を併設した冷凍食品工場が完成。4月より操業開始。
- 2020年
  - 3月2日 - 奈良地方裁判所へ民事再生法適用を申請。同日付で監督命令を受ける。
  - 6月1日 - 民事再生スポンサーである但馬どりが設立した株式会社真秀コールド・フーズ（新社）へ事業譲渡して事業停止。同時に商号を株式会社MCF再生会社へ変更。
- 2021年7月1日 - MCF再生会社の法人格消滅[5]。

### 新：真秀コールド・フーズ
- 2020年
  - 5月22日 - 設立。本店所在地を神戸市東灘区に置く。
  - 6月1日 - 真秀コールド・フーズ（旧社、同日付でMCF再生会社へ商号変更）から事業を譲受して事業開始。同時に本店所在地を五條市へ移転。